# Piagailoe
Piagailoe ou Fayu ouest est un atoll inhabité dans les îles Carolines dans l'Océan Pacifique. Il appartient à la municipalité de Satawal rattachée administrativement à l'État de Yap des États fédérés de Micronésie. Cet atoll ne doit pas être confondu avec l'atoll de Fayu (Fayu est) dans l'État de Chuuk à environ 500 km à l'ouest.

## Géographie
L'atoll est situé à 71 km au nord-est de Faraulep, à 82 km au nord-ouest de Satawal, à 100 km à l'ouest de Pikelot et à 945 km des Îles Yap. L'atoll est situé à la pointe ouest d'une chaîne de montagnes sous-marines qui se prolonge en direction de l'ouest du Grey feather bank sur 180 km. Le récif Condor, Pikelot et le Oraitilipu bank appartiennent à cette même formation.
L'atoll est long d'environ 7,3 km et large au maximum de 3,5 km. La surface émergée est de 6,2 hectares. La superficie du lagon est de 5,6 km2 et sa profondeur maximale de 38 m. Un passage est situé dans la frange sud-ouest de la barrière de corail. L'atoll ne comporte qu'une seule île, au nord-est du lagon, au nom identique à celui de l'atoll. Elle présente un peu de végétation.

## Histoire
Les îles Carolines sont sous domination espagnole du XVIe siècle jusqu'à la fin du XIXe siècle, mais la plupart des communautés des îles de l'actuel État de Yap n'ont que peu de contacts avec les Européens et vivent en toute indépendance. En 1885, à la suite d'un conflit entre l'Espagne et l'Allemagne, l'arbitrage de Léon XIII en confirme la possession à l'Espagne contre des avantages commerciaux pour l'Allemagne. Celle-ci acquiert ces îles en 1899 et les intègrent à la Nouvelle-guinée allemande. Au début de la première guerre mondiale, en 1914, l'empire du Japon occupe la zone. Cette occupation est légalisée dans le cadre du mandat des îles du Pacifique créé en 1919 par la Société des Nations. Les îles Carolines passent sous le contrôle des États-Unis en 1944 et les administrent en tant que Territoire sous tutelle des îles du Pacifique dans le cadre d'un mandat de l'ONU reçu en 1947. Les États fédérés de Micronésie accèdent à l'indépendance en 1986.

## Toponymie
L'atoll de Piagailoe a été dénommée Fagauerak, Fahieu , Faliau, Faiu, Faiyao, Faiyou To , Huiyao, West Faiu ou West Faju.
S. H. Riensenberg constate des dissemblances entre plusieurs toponymes donnés par les Polowatais et des appellations européennes des XIXe siècle et XXe siècle : respectivement Fayu pour Gaferut, Pigailo pour Piagailoe, Pik pour Pikelot. Il présume que ceci est la conséquence d'une incompréhension entre les micronésiens et les navigateurs européens. Ces derniers ont pris le nom de Kafeŕoor, un lieu mythique, pour un lieu réel et ils n'ont pas su attribuer les toponymes qui leur étaient donnés aux bonnes îles ou les ont fusionnés dans le cas de Pikelot.